# Titanoides
Il titanoide (gen. Titanoides) è un mammifero estinto, appartenente ai pantodonti. Visse nel Paleocene medio-superiore (circa 61 - 55 milioni di anni fa) e i suoi resti fossili sono stati ritrovati in Nordamerica.

## Descrizione
Questo animale aveva dimensioni notevoli: il solo cranio misurava oltre 32 centimetri di lunghezza, e si suppone che l'animale intero potesse superare i 2,5 metri di lunghezza. Titanoides poteva pesare forse un paio di quintali. L'aspetto richiamava vagamente quello di un orso, a causa delle robuste zampe armate di lunghi e potenti artigli.
Il cranio era allungato, soprattutto nella regione posteriore, ma il muso era corto e alto. Erano presenti lunghissimi canini superiori particolarmente robusti. Alcune modifiche delle ossa delle mascelle (la riduzione del processo coronoide sulla mandibola, la riduzione dell'apofisi angolare, l'abbassamento del livello della fossa glenoide) indicano che Titanoides poteva aprire molto le fauci. I molari inferiori erano simili a quelli del ben noto Coryphodon, soprattutto per la crescita progressiva dal primo al terzo molare (al contrario di quanto avveniva in Barylambda) e per l'assenza di metastilide. Il paraconide e la cresta anteriore del trigonide erano ben sviluppati. Come in tutti i pantodonti, la scatola cranica era piccola. 
Lo scheletro postcranico era dotato anch'esso di alcune specializzazioni, tra cui una clavicola robusta, rugosità sulle ossa metacarpali e soprattutto le mani dotate di artigli potenti. Carpo e tarso assomigliavano a quelli di Coryphodon, ma le falangi richiamavano quelle di Pantolambda. Il carpo, in particolare, era dotato di un osso centrale fuso con lo scafoide, mentre il trapezio era di dimensioni maggiori rispetto al grande osso. Il corpo di Titanoides era robusto e massiccio, e le zampe anteriori in particolare erano molto forti.

## Classificazione
Il genere Titanoides venne descritto per la prima volta da Gidley nel 1917, sulla base di un fossile incompleto ma ben conservato e dotato di cranio, rinvenuto in terreni del Paleocene superiore in Dakota del Nord; la specie tipo è Titanoides primaevus, rinvenuta in seguito anche in Colorado, Wyoming, Alberta e Saskatchewan. Altre specie attribuite a Titanoides sono T. gidleyi, T. looki (inizialmente noto come Sparactolambda looki), T. major e T. nanus. 
Titanoides è un membro aberrante dei pantodonti, un gruppo di mammiferi arcaici che, dopo l'era dei dinosauri, si diversificarono andando a sviluppare forme di grandi dimensioni. Al contrario degli altri pantodonti, Titanoides non possedeva zoccoli bensì artigli, e a causa di questa e altre caratteristiche morfologiche questo genere è posto in una famiglia a sé stante, i Titanoideidae. Questo mammifero è forse derivato da alcuni pantodonti del Paleocene inferiore-medio simili a Pantolambda.

## Paleoecologia
Il cranio eccezionalmente grosso era fornito di quattro lunghi canini, forse usati nei combattimenti o per display intraspecifico. Le zampe robuste, fornite di cinque dita artigliate e forti, venivano probabilmente utilizzate per scavare alla ricerca di radici, o forse per spezzare piante dure. È improbabile che questi artigli venissero utilizzati per difesa, dal momento che Titanoides era di gran lunga più grande dei predatori della sua epoca.